# Ivette Senise Ferreira
Ivette Senise Ferreira (Catanduva, 12 de setembro de 1934) é uma advogada, jurista e professora de Direito Penal brasileira. Formou-se pela Faculdade de Direito da Universidade de São Paulo (1953-1957), onde também lecionou de 1971 até sua aposentadoria, tendo sido professora titular de Direto Penal.
Em 10 de agosto de 1998 foi eleita a 37ª diretora da Faculdade de Direito da Universidade de São Paulo, tendo sido a primeira mulher desde 1827 a ocupar este cargo.
Em 2010 foi eleita presidente do Instituto dos Advogados de São Paulo (IASP).
Em 2015 foi lançado pela editora LiberArs o livro "Estudos em homenagem a Ivette Senise Ferreira", organizado por Renato de Mello Jorge Silveira e Mariângela Gama de Magalhães Gomes.
Em 2022 recebeu o prêmio “Professor Emérito - Troféu Guerreiro da Educação Ruy Mesquita”, sendo a quinta mulher indicada ao prêmio em 24 anos . 